# واكو (سايتاما)
واكو (باليابانية: 和光市 واكو-شي) هي مدينة في محافظة سايتاما، اليابان، بالقرب من طوكيو. كانت المدينة سابقا موقع لمعمل هوندا، إلا أن الموقع اليوم تحول إلى قسم التطوير التقني في الشركة. كما أن المدينة موقع للمركز الرئيسي لمركز أبحاث ريكن الشهير بأبحاث العلوم الطبيعية.

## تاريخ
تم تأسيس المنطقة في عام 1943 تحت اسم بلدية "ياماتو"، ليتم تحويلها في عام 1970 إلى مدينة تحت اسم واكو.

## معالم ومواقع تاريخية
• معبد ميوتن
• كوياسو نو شيميزو (معبد الإنجاب السليم)
• طريق كاواوغي
• معبد تشوتشو
• معبد إيكّان

## أعلام
- هيديوكي نوزاوا

## وصلات خارجية
- الموقع الرسمي للمدينة